# Trachurus lathami
 Trachurus lathami és una espècie de peix de la família dels caràngids i de l'ordre dels perciformes.

## Morfologia
Els mascles poden assolir els 40 cm de longitud total.

## Distribució geogràfica
Es troba des del Canadà fins a Maine (Estats Units) i des del nord del Golf de Mèxic fins al nord de l'Argentina. Sembla que és escàs a les Índies Occidentals.